# P-Poppin
«P-Poppin'» это сингл Лудакриса из альбома Chicken-n-Beer. При участии «Shawnna» и «Lil Fate».

## Информация
Эта песня влияла на молодёжную аудиторию к более активному участию в сексуальных действиях. Музыкальное видео не было показано на MTV и BET, потому что это было слишком откровенное видео, и там было несколько сцен с обнаженными женщинами.